# Mario Caccavale
Mario Caccavale (Napoli, 14 novembre 1937) è un giornalista e scrittore italiano.
Vive a Roma da sempre. Inviato ed editorialista per diversi quotidiani e settimanali, ha svolto inchieste sulle nuove frontiere della scienza, sul made in Italy, sul costume, sulla cultura e sullo spettacolo. Ha scritto saggi di comunicazione politica e aziendale.

## Pubblicazioni
- Intervista sul cuore e dintorni, con il professor Vincenzo Rulli (1984, Adnkronoslibri)
- Dieci Materie, dieci leader, con prefazione di Gianni Letta (1987, Adnkronoslibri)
- Incontri italiani, due volumi (1994, Adnkronoslibri)

## Romanzi
- Sulla soglia di Pietro (1997, Marsilio Editori)
- L'illusionista americano (2001, Arnoldo Mondadori Editore)
- Il gioco dell'ombra (2005, Marsilio Editori)
- Piano inclinato (2007, Mondadori)
- Una notte, una vita (2010, Mondadori)
- Vite doppie (2013, Mondadori)
- Acquaria (2015, Mondadori)

## Premi
- Premio Letterario Basilicata[2]
- Premio Città di Bari